# Cantarell
Cantarell是GNOME自3.0版起，用户界面的預設字体，其取代了Bitstream Vera。該字型最初由Dave Crossland在2009年所建立。

## 歷史
Cantarell字型最初是由Dave Crossland在他於雷丁大学對字體設計的研究中所設計的。在2010年，該字型被GNOME選中並在其3.0開始的版本中使用，此後，字型原始碼便被移動到了GNOME的Git倉庫中。該字型就在該處維護，允許其他設計師對其進行貢獻，其中包含了Jakub Steiner及Pooja Saxena。Saxena的工作是改進其設計及語言支援。

## 散佈
搭載了GNOME 3的Linux发行版，像是Fedora，均會預設包含此字體。Google也將這個字型家族包含在字型目錄中，使其可在網頁中使用。

## 批評
Cantarell字型最初被自由軟體社群所批評。部份使用者表示GNOME使用Cantarell字型降低了桌面應用程式的清晰度，它的字距調整不佳，且字形有變形的現象，雖然其他使用者喜歡這種設計，稱其「時髦且漂亮，但最重要的是，它清晰且易讀。」最初的發行備註說明其是為螢幕上的清晰度而設計的。
GNOME的選擇也備受批評，因為Cantarell只支援拉丁語系的語言文字，甚至比先前使用的DejaVu字体包含更少的字元。當字型首次公佈時，Crossland邀請了其他人來拓展語言的支援。終於，到了2013年，Pooja Saxena加入了GNOME基金會的「女性拓展計畫」實習，並開始應用其設計到西里爾字母上。

## 外部連結
- Cantarell原始碼（页面存档备份，存于）